# Малайский рыбный филин
Малайский рыбный филин (лат. Ketupa ketupu) — один из видов рыбных филинов, относящихся к семейству Совиные. Обитает в Юго-Восточной Азии.

## Внешний вид
Малайский рыбный филин имеет гораздо меньшие размеры, чем его родственник дальневосточный рыбный филин. Длина его тела составляет 38-48 см, масса — 1−2,1 кг. Лицевой диск как и у всех рыбных филинов выражен слабо. Имеет длинные перьевые «ушки». Окраска рыжевато-бурая, с длинными темно-коричневыми полосками на нижней стороне.

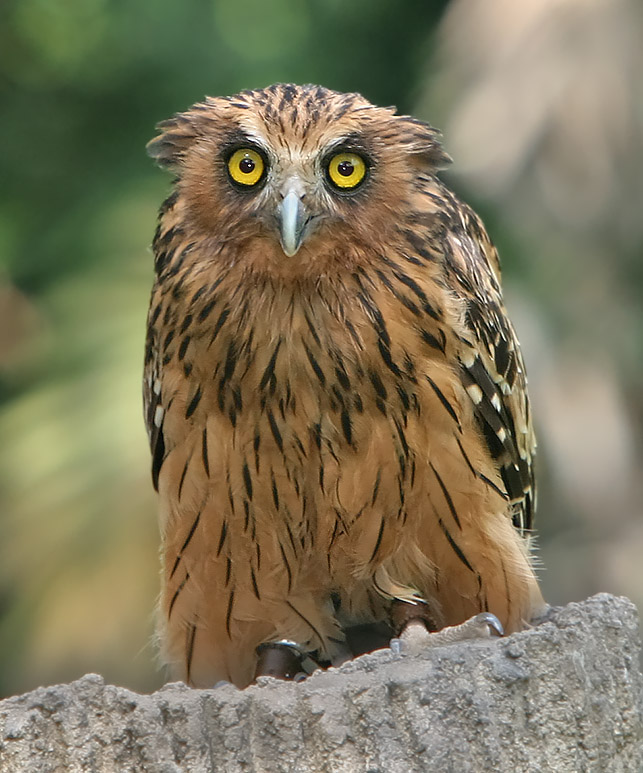
Самец

## Образ жизни
Основная пища малайского рыбного филина — рыба, амфибии, беспозвоночные и рептилии, крысы, мыши и падаль.

## Размножение
Брачный период малайского рыбного филина продолжается с февраля по апрель. Верхние точки деревьев, старые птичьи гнезда и развилки деревьев — места, которые филин чаще всего выбирает для устройства гнезда. Самка откладывает всего 1 яйцо. Насиживание продолжается примерно 29 дней. Оперение у филинят появляется в возрасте 45 дней.

## Распространение
Малайский рыбный филин обитает на юге Мьянмы (Бирма) и дальше к югу — до Таиланда и Аннама, до Малайского полуострова, а также на островах Суматра, Борнео, Ява, Бали и на соседних островах. Живёт в лесах рядом с водными источниками, в мангровых лесах, на побережье и на орошаемых полях вблизи человеческого жилья.

## Подвиды
Международный союз орнитологов выделяет три подвида:
- Ketupa ketupu minor — остров Ниас вблизи западного побережья Суматры;
- Ketupa ketupu pageli — восточное побережье острова Саравак (на севере Борнео);
- Ketupa ketupu ketupu — остальной ареал.

Иногда выделяют также 
- Ketupa ketupu aagaardi — юг Бирмы (Мианмар) юг и восток Таиланда;